# Marele Premiu al Elveției
Marele Premiu al Elveției (în franceză Grand Prix de Suisse, în germană Großer Preis der Schweiz, în italiană Gran Premio di Svizzera) a fost cea mai importantă cursă auto din Elveția. Odată cu înființarea Campionatului Mondial al Piloților de Formula 1 în 1950, evenimentul a făcut parte din calendarul competiției, înainte ca Elveția să interzică sporturile cu motor pe circuit în 1955, ca urmare a dezastrului de la Le Mans.

## Istoric

### Bremgarten (1934-1939, 1947-1954)
Cursele de Marele Premiu au ajuns în Elveția în 1934, pe circuitul Bremgarten, situat chiar în afara orașului Bremgarten, în apropiere de capitala de facto a Elveției, Berna. Circuitul de la Bremgarten a fost circuitul dominant pe scena elvețiană a curselor de mașini; era o porțiune rapidă de 7,27 kilometri, formată din drumuri publice care treceau prin peisaje rurale și păduri impresionante, trecând de la un viraj la altul fără linie dreaptă de lungime sesizabilă. Încă de la început, drumurile mărginite de copaci de la Bremgarten, condițiile de iluminare adesea slabe și schimbările de suprafață au făcut ca Bremgarten să fie recunoscut ca fiind un circuit foarte periculos, în special pe ploaie - chiar și după ce se oprea ploaia și ieșea soarele, copacii care acopereau circuitul erau încă uzi, iar apa se scurgea pe asfalt timp de cel puțin o oră. Condițiile de pe acest circuit erau similare cu cele de pe Nürburgring, în Germania de Vest - iar acest circuit era la fel de popular printre piloți ca și Nürburgring.
Primul Mare Premiu al Elveției a fost o cursă non-campionat; a fost câștigat de Hans Stuck cu o mașină Auto Union; pilotul britanic Hugh Hamilton a murit într-un accident teribil în Maserati-ul său. Roata stângă din față a mașinii s-a desprins în virajul foarte rapid Wohlenstrasse, iar Hamilton a pierdut apoi controlul și apoi întreaga mașină a lovit violent un copac, continuând să meargă aproximativ 70 de metri înainte de a lovi și a fi oprită de un copac mai mare, spulberând mașina și ucigându-l instantaneu pe Hamilton (care nu fusese aruncat din mașină). În ciuda acestui eveniment, Marele Premiu al Elveției a contat pentru Campionatul European din 1935 până în 1939, perioadă în care a fost dominat de Săgețile de Argint germane.
Cursele de Mare Premiu au revenit după cel de-al Doilea Război Mondial, iar circuitul de la Bremgarten a rămas casa Marelui Premiu al Elveției. Prima cursă de după război a fost câștigată de francezul Jean-Pierre Wimille, iar în 1948 a fost desemnat Marele Premiu al Europei, într-o perioadă în care acest titlu era o denumire onorifică acordată în fiecare an unei curse de Mare Prmeiu din Europa. Acest eveniment, care a fost poate cel mai negru și mai tragic Grand Prix din anii 1940, a înregistrat multiple decese și răniri grave în urma unor accidente masive pe tot parcursul weekendului, pe întreg circuitul. Veteranul pilot italian și legenda de dinaintea celui de-al Doilea Război Mondial, Achille Varzi, a murit în timpul unei sesiuni de antrenamente pe ploaie, la bordul unei Alfa Romeo - căștile de protecție nu erau obligatorii în acele vremuri, iar Varzi, a cărui Alfa s-a răsturnat în timpul accidentului, a fost strivit de Alfetta de 700 kg, care avea o greutate de peste 10 ori mai mare decât a sa (Varzi nu purta cască de protecție, iar mașinile nu aveau protecție la răsturnare în acele vremuri). În cursă a murit și elvețianul Christian Kautz, după ce a ieșit de pe șosea și s-a izbit de un terasament în al doilea viraj Eymatt; cursa a fost câștigată de Carlo Felice Trossi. Francezul Maurice Trintignant a fost aproape de moarte într-un alt accident, după ce a fost aruncat din mașină și a aterizat inconștient pe pistă. Trei piloți, printre care și Nino Farina, au ieșit în decor și s-au ciocnit în timp ce încercau să-l evite pe francezul imobilizat, care a supraviețuit după ce a suferit multiple răni grave și a petrecut 8 zile în comă.
În 1950, Marele Premiu al Elveției a fost inclus în noul Campionat Mondial de Formula 1 (deși, la acea vreme, toate cursele se desfășurau în Europa, cu excepția cursei Indianapolis 500 care nu se desfășura conform regulamentelor F1). Această cursă a fost câștigată de italianul Nino Farina, care avea să devină primul campion mondial de Formula 1. În 1951, argentinianul Juan Manuel Fangio a dominat cu Alfa, după ce a profitat de decizia greșită a lui Farina de a nu face o oprire la boxe pentru a schimba pneurile în timpul condițiilor meteo imprevizibile. În 1952, italianul Piero Taruffi a obținut prima și singura sa victorie în Formula 1; a fost, de asemenea, singura cursă de campionat (în afară de Indianapolis 500) care nu a fost câștigată în acel an de colegul său de echipă de la Ferrari și compatriotul său Alberto Ascari. Rudolf Caracciola, marele pilot de dinaintea războiului și triplu câștigător al Marelui Premiu al Elveției, concura într-o cursă de mașini sport și s-a izbit de un copac, iar accidentul violent care a urmat i-a provocat o fractură de picior, ceea ce a pus capăt efectiv lungii sale cariere de pilot. În 1953, Ascari a avut dificultăți după o oprire la boxe pentru a repara motorul Ferrari-ului său care nu mai funcționa; a revenit pe locul patru și a luat cu asalt circuitul, trecând de Fangio și de coechipierii săi Farina și Mike Hawthorn pentru a obține victoria. Ascari a câștigat, de asemenea, al doilea său campionat al piloților la acel eveniment. În 1954, Fangio (acum la volanul unui Mercedes) a condus cursa de la început până la sfârșit pe o vreme ploioasă și a obținut al doilea său Campionat al Piloților în fața compatriotul său José Froilán González.
Cu toate acestea, în 1955, Marele Premiu al Elveției de la Bremgarten nu a mai avut loc. După dezastrul de la Le Mans din Franța din acel an, în urma căruia au murit peste 80 de persoane, guvernul elvețian a declarat cursele de automobilism pe circuit ca fiind un sport nesigur și au fost imediat interzise; acest lucru i-a obligat pe organizatori să anuleze Marele Premiu din acel an. Bremgarten a fost în cele din urmă abandonat și nu a mai fost folosit niciodată pentru cursele de mașini.

### Dijon-Prenois, Franța (1975, 1982)
Marele Premiu al Elveției a revenit în 1975, ca o cursă ce nu făcea parte din campionat, chiar peste graniță, pe circuitul Dijon-Prenois, în Franța. Cursa a fost câștigată de elvețianul Clay Regazzoni. Marele Premiu al Elveției a mai avut loc o singură dată, când a revenit în Campionatul Mondial de Formula 1 în 1982. Cursa din 1982, desfășurată tot pe circuitul de la Dijon, a fost organizată de Clubul Auto Elvețian și a fost prima victorie în Formula 1 a finlandezului Keke Rosberg, care conducea pentru Williams, în ceea ce s-a dovedit a fi sezonul său câștigare a titlului. Rosberg a avut o cursă plină de energie, în care a depășit mai multe mașini, fiind încetinit o vreme de Andrea de Cesaris, aflat la coada clasamentului, apoi l-a prins și l-a depășit pe Alain Prost, aflat în pole position. Deși atât cursa din 1975, cât și cea din 1982 au avut loc pe teritoriul francez, circuitul de la Dijon se afla în apropierea graniței franco-elvețiene, ambele curse fiind organizate de Clubul Automobil Elvețian.

### Legislație
La 6 iunie 2007, guvernul elvețian a votat pentru ridicarea interdicției de desfășurare a curselor de circuit în Elveția, cu 97 de voturi pentru și 77 împotrivă. Cu toate acestea, legislația nu a fost ratificată ulterior de Consiliul Statelor Elvețiene (Senatul). În 2015, guvernul elvețian a permis o relaxare a legii, permițând desfășurarea în Elveția a unor evenimente de curse doar pentru vehicule electrice. Drept urmare, la 10 iunie 2018, Elveția a găzduit prima cursă automobilistică din ultimii 64 de ani, atunci când a avut loc prima ediție a Zürich ePrix, ca etapă a campionatului de Formula E.

## Edițiile Marelui Premiu al Elveției (Formula 1)
Sunt incluse doar edițiile ce au făcut parte din calendarul Campionatului Mondial de Formula 1.
| An     | Pole position         | Cel mai rapid tur  | Pilotul câștigător | Constructorul câștigător | Circuit       |
| ------ | --------------------- | ------------------ | ------------------ | ------------------------ | ------------- |
| 1950   | Juan Manuel Fangio    | Giuseppe Farina    | Giuseppe Farina    | Alfa Romeo               | Bremgarten    |
| 1951   | Juan Manuel Fangio    | Juan Manuel Fangio | Juan Manuel Fangio | Alfa Romeo               | Bremgarten    |
| 1952   | Giuseppe Farina       | Piero Taruffi      | Piero Taruffi      | Ferrari                  | Bremgarten    |
| 1953   | Juan Manuel Fangio    | Alberto Ascari     | Alberto Ascari     | Ferrari                  | Bremgarten    |
| 1954   | José Froilán González | Juan Manuel Fangio | Juan Manuel Fangio | Mercedes-Benz            | Bremgarten    |
| 1982   | Alain Prost           | Alain Prost        | Keke Rosberg       | Williams-Ford            | Dijon-Prenois |
| Surse: |                       |                    |                    |                          |               |

### Statistici
Un singur pilot a obținut un hat-trick (pole position, cel mai rapid tur și victorie într-o cursă): Juan Manuel Fangio în 1951.

#### Multipli câștigători
| Victorii | Pilot              | Ani        |
| -------- | ------------------ | ---------- |
| 2        | Juan Manuel Fangio | 1951, 1954 |

| Victorii | Constructor | Ani        |
| -------- | ----------- | ---------- |
| 2        | Alfa Romeo  | 1950, 1951 |
| 2        | Ferrari     | 1952, 1953 |

#### Multipli deținători depole position
| Pole-uri | Pilot              | Ani              |
| -------- | ------------------ | ---------------- |
| 3        | Juan Manuel Fangio | 1950, 1951, 1953 |

#### Multipli deținători de cel mai rapid tur
| CMRT | Pilot              | Ani        |
| ---- | ------------------ | ---------- |
| 2    | Juan Manuel Fangio | 1951, 1954 |

## Câștigătorii Marelui Premiu al Elveției (Non-Formula 1)
Câștigătorii edițiilor care nu au făcut parte din Campionatul Mondial de Formula 1.
| An          | Pilot               | Mașină            | Locație           |
| ----------- | ------------------- | ----------------- | ----------------- |
| 1934        | Hans Stuck          | Auto Union        | Bremgarten        |
| 1935        | Rudolf Caracciola   | Mercedes-Benz     | Bremgarten        |
| 1936        | Bernd Rosemeyer     | Auto Union        | Bremgarten        |
| 1937        | Rudolf Caracciola   | Mercedes-Benz     | Bremgarten        |
| 1938        | Rudolf Caracciola   | Mercedes-Benz     | Bremgarten        |
| 1939        | Hermann Lang        | Mercedes-Benz     | Bremgarten        |
| 1940 – 1946 | Nu s-a desfășurat   | Nu s-a desfășurat | Nu s-a desfășurat |
| 1947        | Jean-Pierre Wimille | Alfa Romeo        | Bremgarten        |
| 1948        | Carlo Felice Trossi | Alfa Romeo        | Bremgarten        |
| 1949        | Alberto Ascari      | Ferrari           | Bremgarten        |
| 1955 – 1974 | Nu s-a desfășurat   | Nu s-a desfășurat | Nu s-a desfășurat |
| 1975        | Clay Regazzoni      | Ferrari           | Dijon (Franța)    |